# Wang Xiaozhu
Wang Xiaozhu (n. 15 mai 1973) este o arcașă ce a reprezentat Republica Populară Chineză, medaliată olimpică. A participat la două ediții ale Jocurilor Olimpice (1992, 1996) în care a câștigat o medalie de argint.